# FK Partyzan Minsk
FK Partyzan Minsk (Wit-Russisch: ФК Партызан Мінск) was een Wit-Russische voetbalclub. De club is opgericht in 1947 als FC Traktor en speelt haar thuiswedstrijden in het Traktorstadion in Minsk. De bijnaam van de club is dan ook Traktor Boys.

## Geschiedenis
In 1947 werd de club opgericht onder de naam FC Traktor en werd een professioneel voetbalteam in 1948. De club leidde een anoniem bestaan. In 2002 fuseerde het met het nabijgelegen RIPA Minsk en werd MTZ-RIPA Minsk gedoopt. In 2004 speelde de club voor het eerst in haar bestaan op het hoogste niveau. Het seizoen daarop eindigde de club al op de derde plaats op de ranglijst. In 2010 veranderde de club haar naam in FK Partyzan Minsk. In het seizoen 2010 eindigde Partyzan op de laatste plaats en degradeerde het. In 2011 promoveerde de club weer naar de Vysjejsjaja Liga. Begin 2012 moest de club zich terug trekken uit de competitie nadat sponsor Vladimir Romanov de club niet meer kon ondersteunen. In 2013 werd de naam gewijzigd in  FK Partyzan-MTZ Minsk en maakte een rentree in de Droehaja Liga. In 2014 werd de naam weer gewijzigd in Partyzan Minsk. Halverwege het seizoen 2014 trok de club zich terug uit de Liga en werd opgeheven.

## Erelijst
Kampioen SSR Wit-Rusland (Sovjet-Unie) in 1948, 1949
Beker van Wit-Rusland winnaar in 2005, 2008

## In Europa
#Q = #kwalificatieronde, #R = #ronde, T/U = Thuis/Uit, W = Wedstrijd, PUC = punten UEFA coëfficiënten .
Uitslagen vanuit gezichtspunt Partizan-MTZ Minsk
| Seizoen | Competitie    | Ronde | Land                | Club                | Totaalscore | 1e W    | 2e W       | PUC |
| ------- | ------------- | ----- | ------------------- | ------------------- | ----------- | ------- | ---------- | --- |
| 2005/06 | UEFA Cup      | 1Q    | Vlag van Hongarije  | Ferencvárosi TC     | 3-2         | 2-0 (U) | 1-2 (T)    | 1.5 |
|         |               | 2Q    | Vlag van Tsjechië   | FK Teplice          | 2-3         | 1-1 (T) | 1-2 (U)    | 1.5 |
| 2006    | Intertoto Cup | 1R    | Vlag van Kazachstan | Shakhtyor Karaganda | 6-4         | 5-1 (U) | 1-3 (T)    | 0.0 |
|         |               | 2R    | Vlag van Rusland    | FK Moskou           | 0-3         | 0-2 (U) | 0-1 (T)    | 0.0 |
| 2008/09 | UEFA Cup      | 1Q    | Vlag van Slowakije  | MŠK Žilina          | 2-3         | 2-2 (T) | 0-1 (U)    | 0.5 |
| 2009/10 | Europa League | 1Q    | Vlag van Montenegro | FK Sutjeska Nikšić  | 3-2         | 1-1 (U) | 2-1 nv (T) | 1.5 |
|         |               | 2Q    | Vlag van Oekraïne   | Metaloerh Donetsk   | 1-5         | 0-3 (U) | 1-2 (T)    | 1.5 |

Totaal aantal punten voor UEFA coëfficiënten: 3.5

## Bekende spelers en trainers uit het verleden
- Vjatsjaslaw Hleb